# Annina fustis
Annina fustis är en kräftdjursart som beskrevs av Bowman och Thomas M. Iliffe 1991. Annina fustis ingår i släktet Annina och familjen Cirolanidae. Inga underarter finns listade i Catalogue of Life.